# Christian Dietzfelbinger
Christian Dietzfelbinger (* 16. April 1924 in Kirchfarrnbach; † 23. August 2021 in Tübingen) war ein deutscher evangelischer Theologe.

## Leben
Dietzfelbinger wuchs im Pfarrhaus in Ottensoos auf und studierte Theologie in Erlangen, Göttingen, Zürich und Basel. Ab 1949 war er Vikar, von 1953 bis 1960 Pfarrer in bayerischen Gemeinden. Von 1960 bis 1967 war er theologischer Lehrer am Missionsseminar in Neuendettelsau, von 1968 bis 1972 Leiter des Mutterhauses für kirchliche Diakonie in Hohenbrunn, ab 1972 Lehrer für Neues Testament beim Lehrgang für den Pfarrdienst in Stuttgart. Nach der Promotion (Pseudo-Philo „Liber Antiquitatum Biblicarum“) in Göttingen am 14. Dezember 1964 bei Joachim Jeremias und der Habilitation 1982 in München lehrte er an der Eberhard Karls Universität in Tübingen, ab 1990 als außerplanmäßiger Professor für Neues Testament.
Der bayerische Landesbischof Hermann Dietzfelbinger war sein Bruder.

## Werke (Auswahl)
- Paulus und das alte Testament. Die Hermeneutik des Paulus, untersucht an seiner Deutung der Gestalt Abrahams (= Theologische Existenz heute. Neue Folge. Nummer 95). Kaiser, München 1961, OCLC 8768952.
- Heilsgeschichte bei Paulus? Eine exegetische Studie zum paulinischen Geschichtsdenken (= Theologische Existenz heute. Neue Folge. Nummer 126). Kaiser, München 1965, OCLC 264128045.
- Was ist Irrlehre? Eine Darstellung der theologischen und kirchlichen Haltung des Paulus (= Theologische Existenz heute. Neue Folge. Nummer 143). Kaiser, München 1967, OCLC 470277636.
- Die Antithesen der Bergpredigt (= Theologische Existenz heute. Nummer 186). Kaiser, München 1975, ISBN 3-459-01002-9.
- Die Berufung des Paulus als Ursprung seiner Theologie (= Wissenschaftliche Monographien zum Alten und Neuen Testament. Band 58). Neukirchener Verlag, Neukirchen-Vluyn 1985, ISBN 3-7887-0771-2 (zugleich Habilitationsschrift, München 1982).
- Johanneischer Osterglaube (= Theologische Studien. Band 138). Theologischer Verlag Zürich, Zürich 1992, ISBN 3-290-10868-6.
- Der Abschied des Kommenden. Eine Auslegung der johanneischen Abschiedsreden (= Wissenschaftliche Untersuchungen zum Neuen Testament . Band 95). Mohr, Tübingen 1997, ISBN 3-16-146687-X.
- Das Evangelium nach Johannes (= Zürcher Bibelkommentare NT. Band 4). Theologischer Verlag Zürich, Zürich 2001, ISBN 3-290-14743-6.
- Der Sohn. Skizzen zur Christologie und Anthropologie des Paulus (= Biblisch-theologische Studien. Band 118). Neukirchener Verlag, Neukirchen-Vluyn 2011, ISBN 978-3-7887-2509-9.
- „Was aber hast du, das du nicht empfangen hättest?“ (1Kor 4,7). Beiträge und Besinnungen zu Paulus (= Stuttgarter Bibelstudien, Bd. 247). Kbw Bibelwerk, Stuttgart 2020, ISBN 978-3-460-03474-7.
- Die Jesus-Geschichte und ihre Tradition im Neuen Testament. Verlag Werner Grimm, Tübingen 2020, ISBN 978-3-9819193-8-7.
- Facetten des Evangeliums. Verlag Werner Grimm, Tübingen 2020, ISBN 978-3-9821773-3-5.